# Boots (poesia)
Boots (tradotto in italiano Stivali) è una poesia dello scrittore e poeta inglese Rudyard Kipling, pubblicata per la prima nella sua raccolta The Five Nations nel 1903.
In "Boots” l'autore immagina i pensieri ripetitivi di un soldato di fanteria dell'esercito britannico in marcia in Sudafrica durante la seconda guerra boera. La poesia è da immaginarsi con un ritmo incalzante. È stato suggerito dallo stesso Kipling che le prime quattro parole di ogni riga siano lette lentamente, a una velocità di due parole al secondo, per adattarsi alla cadenza, o al ritmo, della marcia di un soldato a piedi.

## Analisi
Lungi dal glorificare la guerra, come ci si aspetterebbe dal carattere militare della poesia, "Boots" di Rudyard Kipling è una discesa nell'abisso psicologico della guerra. L'opera che spoglia il conflitto di ogni forma di eroismo per rivelarne il nucleo snervante, la monotonia, tramite un'esperienza sensoriale opprimente, narrata dalla prospettiva di un soldato intrappolato nel ritmo infinito e ossessivo di una marcia.
Kipling costruisce un'atmosfera claustrofobica attraverso la figura retorica della ripetizione: il suono martellante degli stivali — "Boots—boots—boots—boots—movin' up and down again!" — diventa una sorta di metronomo, un rumore incessante che non solo descrive l'azione, ma si insinua nella mente del soldato fino a cancellare ogni altro pensiero e a portarlo alla follia. Il della poesia risiede nella sua capacità di trasformare un atto banale come il camminare in una forma di tortura psicologica. I soldati sono ridotti a una mera funzione, privati di un'identità e ridotti ad un'entità meccanica. Questa disumanizzazione è il tema portante: l'individuo scompare, inghiottito dall'assurdità di un movimento perpetuo privo di uno scopo apparente. La celebre strofa "There's no discharge in the war!" (in italiano "Non c'è congedo in guerra!") suggella questa condanna senza speranza, sottolineando una prigionia che non è fisica, ma esistenziale. Il ritmo cadenzato e quasi ipnotico del verso, unito a immagini di polvere e fatica, trascina il lettore nella stessa trance allucinatoria del protagonista. La guerra descritta da Kipling non è fatta di gloria o di scontri adrenalinici, ma di un logoramento lento e inesorabile che erode la sanità mentale.

## "Boots" nella cultura di massa
La recitazione vocale della poesia di Taylor Holmes è stata utilizzata nel trailer cinematografico della mappa "Terminus" di Call of Duty: Black Ops 6 “Terminus” e successivamente nel primo e nel secondo trailer del film horror del 2025 28 anni dopo, diretto da Danny Boyle. Grazie ai suoi effetti psicologici, inoltre, negli Stati Uniti spesso viene fatta ascoltare ai soldati americani durante l'addestramento. Recentemente, oltretutto, la versione registrata della poesia è diventata popolare su TikTok, dove spesso viene usata come sottofondo di contenuti o meme a sfondo horror.